# Pistolet Beretta M9
Beretta M9 – amerykański pistolet samopowtarzalny, licencyjna wersja włoskiego pistoletu Beretta 92F.

## Historia
Pod koniec lat 70. XX wieku przepisowym pistoletem US Army był M1911A1. Była to klasyczna konstrukcja, ale egzemplarze eksploatowane przez armię pochodziły z dostaw zrealizowanych przed rokiem 1946. Pojawiły się więc propozycje przyjęcia do uzbrojenia nowego pistoletu o standardowym kalibrze 9 mm NATO.
Była to kolejna próba wprowadzenia do uzbrojenia pistoletu tego kalibru do uzbrojenia US Armed Forces. Na przełomie lat 40. i 50. planowano przyjęcie do uzbrojenia pistoletu S&W Model 39, ale z pomysłu tego zrezygnowano z braku funduszy.
W drugiej połowie lat 70. US Air Force rozpoczęły badania pistoletów kalibru 9 mm które miały zastąpić użytkowane przez lotnictwo rewolwery kalibru .38 Special. W efekcie prób za najlepiej spełniający postawione wymagania uznano włoski pistolet Beretta 92 S-1. Do natychmiastowego wprowadzenia włoskiego pistoletu do uzbrojenia nie doszło, ponieważ już po zakończeniu prób pracę rozpoczęła zespół JSSAP (Joint Service Small Arms Program) który miał ustalić liczbę wzorów broni krótkiej niezbędnych do zaspokojenia potrzeb amerykańskich sił zbrojnych, oraz ustalić, czy nabój 9 mm NATO powinien zostać przyjęty do uzbrojenia. 5 czerwca 1980 JSSAP ogłosił wyniki swoich prac. Wynikało z nich że optymalnym rozwiązaniem będzie przyjęcie do uzbrojenia jednego wzoru pistoletu kalibru 9 mm dla wszystkich rodzajów sił zbrojnych.
W czerwcu 1981 ogłoszono warunki drugiego konkursu na pistolet, spełniający wymagania wszystkich wojsk. Nowy pistolet miał odtąd nosić oznaczenie PDW-XM9 (PDW – Personal Defence Weapon, osobista broń do samoobrony, X – model eksperymentalny, M9 – oznaczenie konstrukcji w nomenklaturze służby uzbrojenia). Lista wymagań miała ponad 50 punktów, które miały być uwzględnione w konstrukcji broni. W konkursie uczestniczyło kilkanaście firm, w tym Fabbrica d’Armi Pietro Beretta, Heckler & Koch, Colt’s Manufacturing Company, Smith & Wesson i SIG-Sauer. Próby przerwano w lutym 1982, gdy okazało się, że żaden z pistoletów nie spełnia wszystkich postulatów, z których część nawzajem się wykluczała.
Listę postulatów ograniczono i w listopadzie 1983 ponowiono próby. Uczestnicy konkursu, których pozostało ośmiu, dostarczyli po 30 sztuk pistoletów. Były to:
- Beretta 92SB-F
- SIG-Sauer P226
- Steyr GB
- Colt SSP
- FN Browning BDA
- HK P7M13
- Walther P88
- Smith & Wesson 459

Pierwszy odpadł Steyr GB. FN wycofała się jako druga, w jej ślady poszedł Colt. Zbyt częste usterki wyeliminowały Walthera, Hecklera & Kocha i S&W. Próby zakończyły Beretta i SIG-Sauer które osiągnęły bardzo zbliżony wynik. Obie firmy oferowały wykonanie kontraktu i dostarczenie 305 580 pistoletów w ciągu pięciu lat. Jednostkowa cena za pistolet była też niemal jednakowa, pistolet szwajcarski był nawet o dwa dolary tańszy i kosztował 176,50 $, ale Włosi oferowali tańsze części zamienne i ich oferta była w rezultacie niemal o trzy miliony dolarów tańsza, co zdecydowało o jej przyjęciu. 
Przepisowym pistoletem US Army została Beretta. W Stanach Zjednoczonych znów zawrzało, rodzime firmy zbrojeniowe wszelkimi środkami, w tym poprzez zakulisowe naciski i nagonki prasowe, usiłowały wpłynąć na władze służby uzbrojenia, w końcu S&W, H&K i SIG-Sauer złożyły odwołanie od decyzji do Sądu Najwyższego, ale bezskutecznie. S&W podał wówczas do sądu Departament Obrony, oskarżając jego władze o nieuczciwość i stronnicze prowadzenie testów, również bezskutecznie. Lata protestów doprowadziły w końcu w roku 1988 do powtórzenia testu po serii wypadków z pistoletami Beretta. Nowy konkurs na pistolet XM10 zgromadził na starcie Berettę M92F, SIG-Sauera P226, Smith & Wessona 459 i nowego konkurenta, Rugera P85 firmy Sturm, Ruger.
W maju 1989 ogłoszono powtórzone zwycięstwo Beretty i podpisanie nowego kontraktu na kolejne 142 292 pistolety. Te, podobnie jak większość pistoletów z pierwszego kontraktu, pochodziły z amerykańskiej fabryki Beretta USA Corporation, w Accokeek w stanie Maryland, która powstała dla uśmierzenia protestów przeciw wyborowi zagranicznego pistoletu dla armii amerykańskiej.
W styczniu 2017 roku Pentagon rozstrzygnął konkurs na następcę pistoletu M9, który wygrał Sig Sauer P320. Sig Sauer Inc. otrzymał kontrakt na lata 2017-2027 o wartości 580 mln USD, przewidujący dostarczenie 280 tys. sztuk. Wśród pozostałych zgłoszonych konstrukcji były m.in. Glock 17 Gen4, Beretta APX, Smith & Wesson M&P, Sphinx SDP, CZ P-09 MHS.